# Liste der Monuments historiques in Cozes
Die Liste der Monuments historiques in Cozes führt die Monuments historiques in der französischen Gemeinde Cozes auf.

## Liste der Bauwerke
| Bezeichnung            | Beschreibung                                                                              | Standort | Kennzeichnung | Schutzstatus | Datum | Bild           |
| ---------------------- | ----------------------------------------------------------------------------------------- | -------- | ------------- | ------------ | ----- | -------------- |
| Kirche St-Pierre       | 12. Jahrhundert                                                                           | (Lage)   | PA00104662    | Inscrit      | 1925  | weitere Bilder |
| Markthalle             | 15. bis 18. Jahrhundert                                                                   | (Lage)   | PA00104663    | Inscrit      | 1938  | weitere Bilder |
| Protestantische Kirche | klassizistischer Saalbau, Jean Bloteau zugeschrieben, 1821, mit bauzeitlicher Ausstattung | (Lage)   | PA17000017    | Inscrit      | 1998  | weitere Bilder |

## Liste der Objekte
Zum Verständnis siehe: Kirchenausstattung
| Bezeichnung           | Beschreibung                                         | Standort                              | Kennzeichnung | Schutzstatus | Datum | Bild |
| --------------------- | ---------------------------------------------------- | ------------------------------------- | ------------- | ------------ | ----- | ---- |
| Kanzel                | Holz, 18. Jahrhundert                                | in der Kirche St-Pierre (Lage)        | PM17000627    | Classé       | 1994  |      |
| Adlerskulptur         | ehemals Teil eines Lesepultes; Holz, 17. Jahrhundert | in der Kirche St-Pierre (Lage)        | PM17001687    | Inscrit      | 1991  |      |
| Notenpult des Kantors | Holz, 19. Jahrhundert                                | in der protestantischen Kirche (Lage) | PM17001765    | Inscrit      | 1994  |      |